# Palazzo Chigi

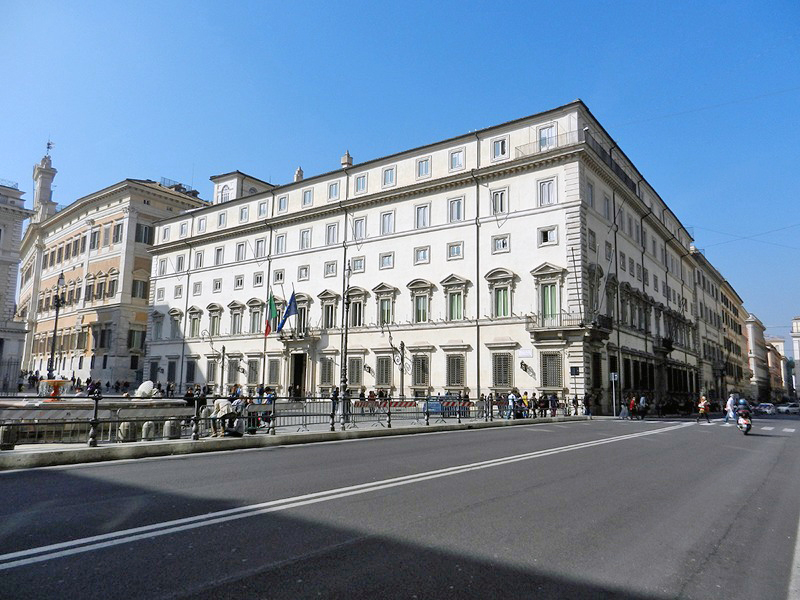
Palazzo Chigi an der Via del Corso, dahinter das Parlamentsgebäude

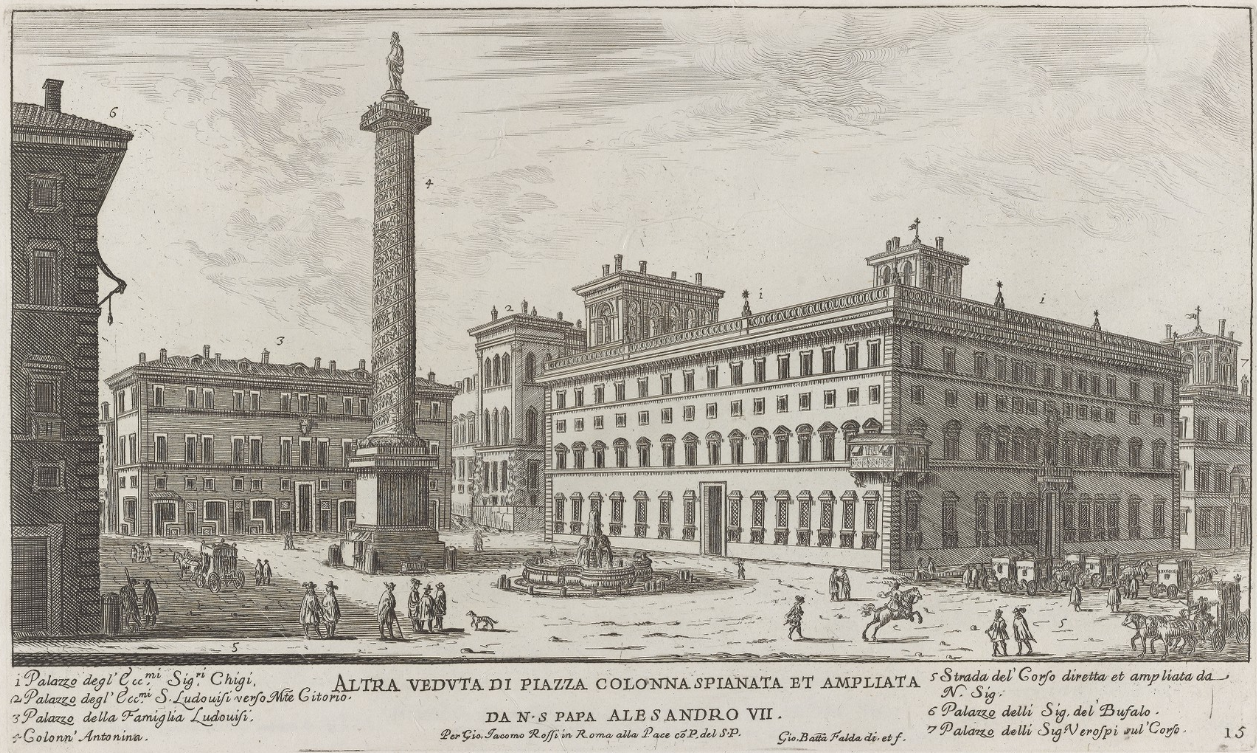
Piazza Colonna mit Palazzo Chigi im Jahr 1665

Der Palazzo Chigi [kiːʤi] ist seit 1961 der Amtssitz des italienischen Ministerpräsidenten. Das Gebäude liegt im Zentrum von Rom an der Piazza Colonna gegenüber der Mark-Aurel-Säule. Im Westen grenzt es an den Palazzo Montecitorio, in dem sich die Abgeordnetenkammer befindet, im Osten an die Via del Corso.

## Geschichte
Die Familie Aldobrandini ließ den Palast von 1578 bis 1587 erbauen. Benannt ist er nach der Adelsfamilie Chigi, die ihn 1659 erwarb und lange als Stadtpalais nutzte. Zu den bedeutendsten Gästen jener Zeit gehörten Mozart, Goethe und Stendhal. Weil Agostino Chigi Albani della Rovere und seine Nachkommen im 19. Jahrhundert zunehmend in wirtschaftliche Schwierigkeiten gerieten, waren sie gezwungen, Teile des Palazzo zunächst zeitweise und später dauerhaft zu vermieten, meist an diplomatische Vertretungen beim Papst und dann auch beim Königreich Italien. Unter anderem unterhielten im Palazzo Chigi zeitweise Belgien und Sardinien-Piemont ihre Vertretungen. Ab 1871 residierte Österreich-Ungarns Botschafter beim König von Italien in dem Gebäude, erst im weiteren Verlauf kam auch die Botschaftskanzlei ganz dort unter. Nachdem die Botschaft Ende Mai 1915 kriegsbedingt geschlossen worden war, verkaufte Ludovico Chigi Albani della Rovere den Palast am 15. November 1916 für vier Millionen Lire an den italienischen Staat, der Anfang 1917 das Gebäude übernahm, 1918 nach einem weiteren Vertrag für 1,8 Millionen auch das Mobiliar einschließlich der bedeutenden Biblioteca Chigiana.
Die italienische Regierung nutzte den Palazzo Chigi bis 1923 als Kolonialministerium, das dann in den Palazzo della Consulta wechselte. Nach seiner Machtübernahme beschloss Mussolini noch Ende 1922 die Verlegung seines Amtssitzes und des Außenministeriums in den Palazzo Chigi, wobei das Ministerium in Rom bis 1959 etliche weitere Gebäude nutzte. Mussolini verlegte 1929 seinen Dienstsitz in den restaurierten monumentalen Palazzo Venezia. Nach dem Ende der Diktatur befand sich der Sitz des Ministerpräsidenten bis 1961 beim Innenministerium auf dem Viminal. Als das Außenministerium 1959 schließlich den Palazzo della Farnesina beziehen konnte, wurde der Palazzo Chigi bis 1961 renoviert und dann Dienstsitz und Residenz des Ministerpräsidenten. Eine weitere umfassende Renovierung erfolgte Ende der 1990er Jahre.

## Inneres

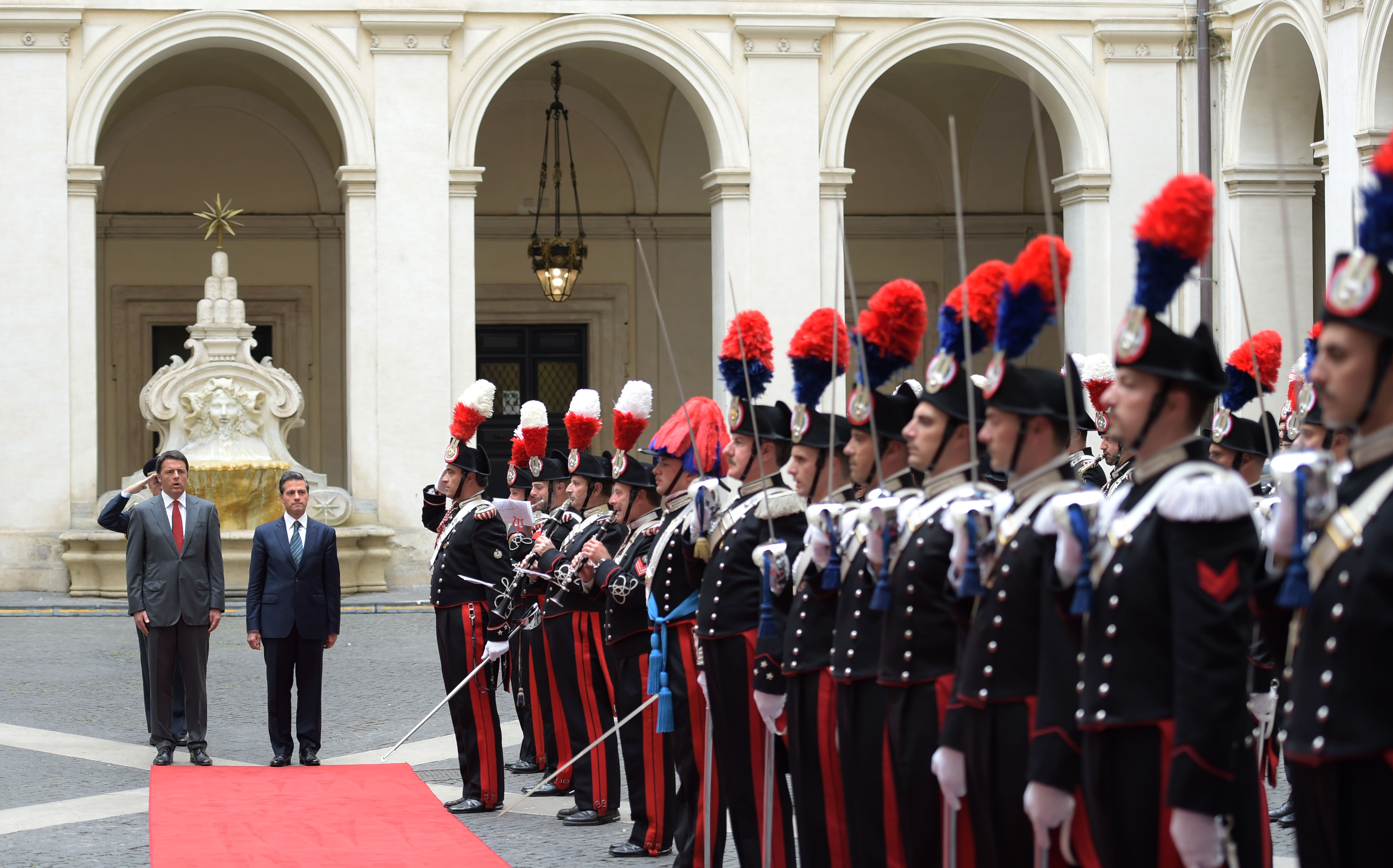
Militärische Ehren im Innenhof

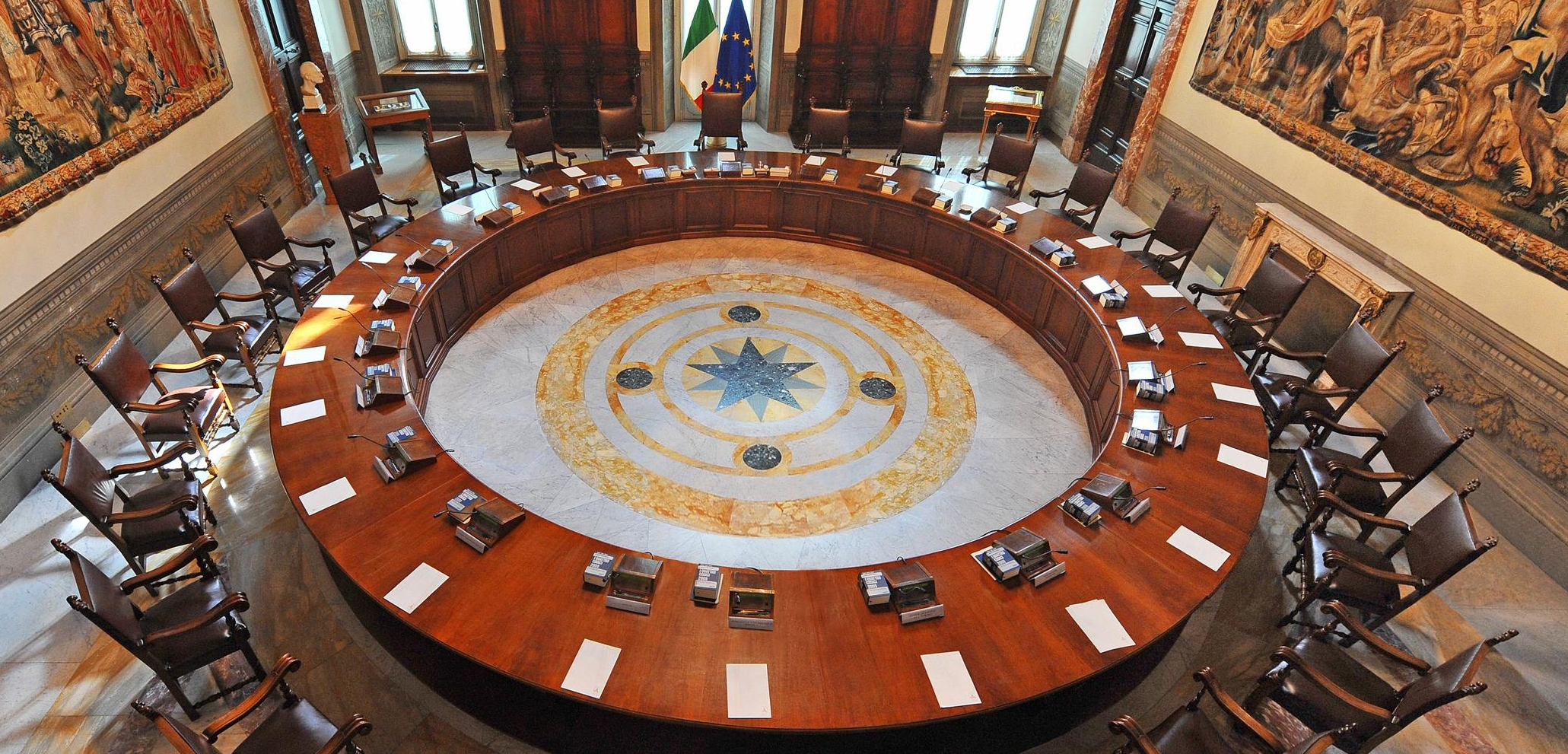
Der Kabinettssaal im Palazzo Chigi

Das rechteckige Gebäude umschließt einen Innenhof, auf dem Staatsgäste auch mit militärischen Ehren empfangen werden. Der Haupteingang ist heute an der Südseite, zur Piazza Colonna hin; früher war er an der Ostseite an der Via del Corso, wo heute das Treppenhaus ist. Der Innenhof mit Brunnen und Bogengängen bis zur Ehrentreppe entspricht ganz dem Muster römischer Hochadelspaläste. Im Piano nobile befinden sich auf der Süd- und Ostseite die wichtigsten Räume, darunter das Büro des Ministerpräsidenten und der Kabinettssaal mit den jeweiligen Vorzimmern sowie weitere reich dekorierte Räumlichkeiten. In den anderen Obergeschossen sind die Privatgemächer des Ministerpräsidenten, ein großer Konferenzsaal sowie eine Bibliothek (Biblioteca Chigiana), deren ursprünglicher Bestand 1923 an die Vatikanische Apostolische Bibliothek ging. Die übrigen Zimmer dienen vorwiegend Konferenz-, Repräsentations- oder Verwaltungszwecken. Wegen der früheren Nutzung als Kolonialministerium finden sich in etlichen Räumlichkeiten des Palazzos Malereien und andere Kunstwerke mit entsprechendem Bezug.
Das Vorzimmer des Kabinettssaals wird unter anderem „Sayn-Vestibül“ genannt. Dort ist neben dem Wappen der Chigi auch das der Familie Sayn-Wittgenstein zu sehen. Anlässlich der Heirat (1857) von Mario Chigi Albani della Rovere, 7. Fürst von Farnese, und Antoinette zu Sayn-Wittgenstein, Tochter des russischen Feldmarschalls Ludwig Adolf Friedrich zu Sayn-Wittgenstein-Sayn, wurde das Vestibül entsprechend neu dekoriert. Ihr Sohn Ludovico verkaufte den Palazzo Chigi später.

## Sonstiges
Nicht alle Dienststellen des Ministerratspräsidiums befinden sich im Palazzo Chigi. Genutzt werden auch einige andere Gebäude in der näheren und weiteren Umgebung, darunter der Palazzo Vidoni Caffarelli und das Gästehaus Villa Doria Pamphilj.